# Hyloxalus edwardsi
Hyloxalus edwardsi är en groddjursart som först beskrevs av Lynch 1982.  Hyloxalus edwardsi ingår i släktet Hyloxalus och familjen pilgiftsgrodor. IUCN kategoriserar arten globalt som akut hotad. Inga underarter finns listade i Catalogue of Life.